# Тієне (провінція Віченца)
Тієне (італ. Thiene, вен. Thiene) — муніципалітет в Італії, у регіоні Венето, провінція Віченца.
Тієне розташоване на відстані близько 440 км на північ від Рима, 75 км на північний захід від Венеції, 18 км на північ від Віченци.
Населення — 24 329 осіб (2014).

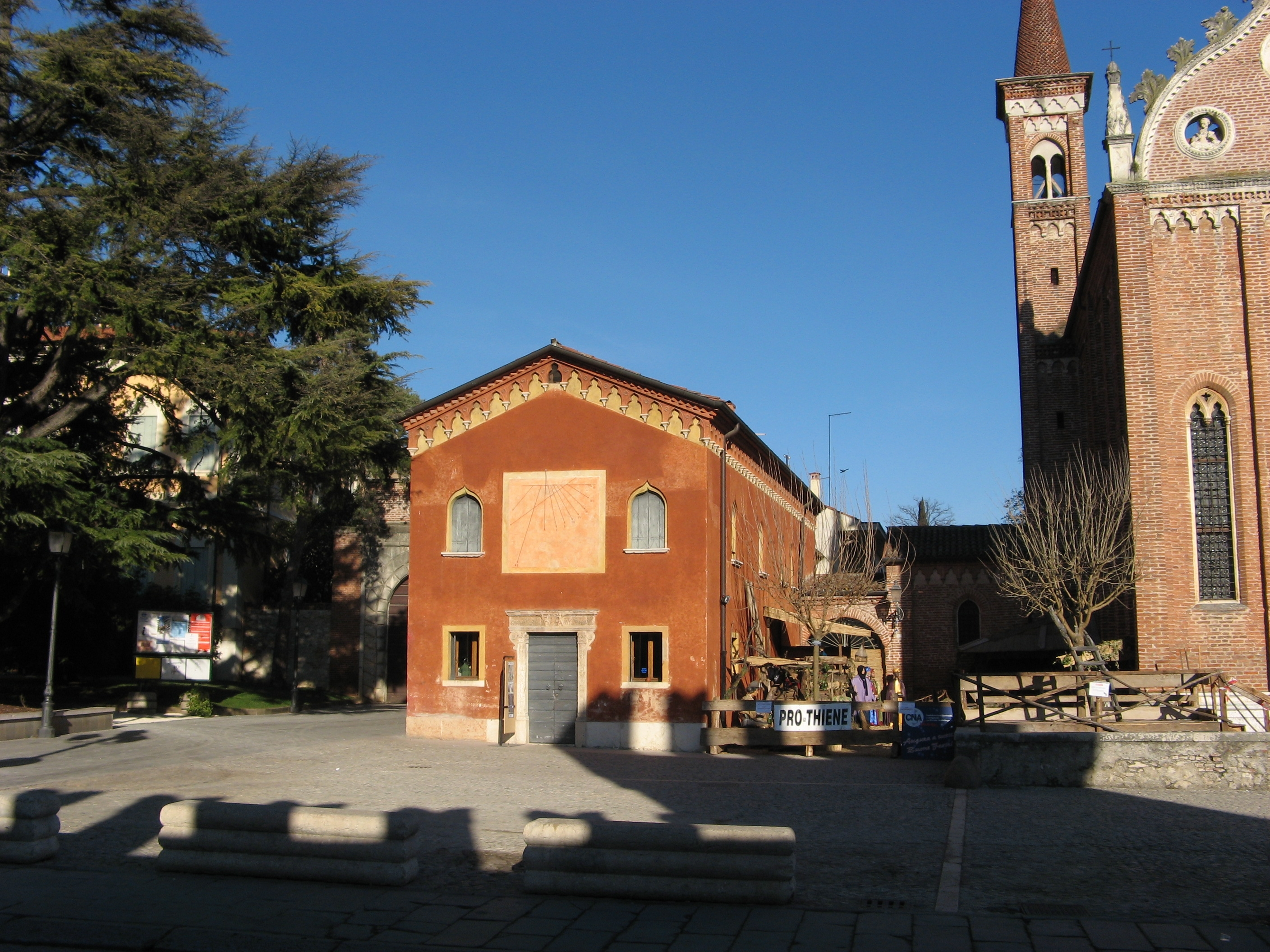

Щорічний фестиваль відбувається 7 серпня. Покровитель — Святий Каетан Тієнський (італ. San Gaetano di Thiene).

## Демографія
Населення за роками:

Станом на 1 січня 2023 року в муніципалітеті офіційно проживало 3076 іноземців з 76 країн, серед них 661 громадянин країн Євросоюзу та 59 громадян України.

## Сусідні муніципалітети
- Мало
- Марано-Вічентіно
- Сарчедо
- Віллаверла
- Цане
- Цульяно